# جوزيف س. سميث
جوزيف س. سميث (بالإنجليزية: Joseph C. Smith)‏ هو عازف كمان أمريكي، ولد في 13 أغسطس 1883 في ساغ هاربور في الولايات المتحدة، وتوفي في 22 مارس 1965 في ميامي بيتش في الولايات المتحدة.